# Arctotídies
Arctotideae (abans dita Arctoteae) és una tribu de plantes dins la subfamília Cicoriòidia dins la família de les asteràcies.
Conté dues subtribus ben establertes monofilètiques: Arctotidineae i Gorteriinae i també altres gèneres més problemàtics, ja que són polifilètics.